# Dagoberto Moll
Dagoberto Moll (Montevideo, 22 luglio 1927) è un allenatore di calcio ed ex calciatore uruguaiano, di ruolo centrocampista.